# Прашкевич Геннадій Мартович
Генна́дій Ма́ртович Прашке́вич (рос. Генна́дий Ма́ртович Прашке́вич, 16 травня 1941, Піровське) — російський фантаст, письменник, поет і перекладач.

## Біографія
Геннадій Прашкевич народився у 1941 році в селі Піровське Красноярського краю, пізніше з батьками проживав у Абалаково, Маклаково, Єнісейську, з 11 років проживав на станції Тайга, де й закінчив школу. Змалку відкрив у собі любов до читання, найулюбленішими письменниками, з його слів, вважає Артура Конан Дойла, Герберта Веллса, Олексія Толстого, Івана Буніна, Станіслава Лема, Миколу Гумільова. Перші вірші та оповідання розпочав писати ще в дитинстві. Перший вірш «Тьома Вєтров» опублікований у 1956 році в місцевій газеті, перше оповідання «Острів туманів» — у 1957 році. Ще під час навчання у школі розпочав листування з Іваном Єремовим, який навіть запрошував його в палеонтологічну експедицію, та став першим рецензентом його фантастичних творів, Георгієм Гуревичем, Миколою Плавильщиковим. Саме останнього Геннадій Прашкевич вважає людиною, яка ввела його у світ літератури, та найбільше вплинула на формування його літературного стилю. Геннадій Прашкевич після закінчення школи працював кондуктором вантажних поїздів, електрозварником, теслею, столяром; пізніше працював у Новосибірську в Інституті геології і геофізики АН СРСР, лабораторії раннього палеозою. Навчався на геологічному факультеті Томського університету. Після закінчення університету працював у лабораторії вулканології Сахалінського комплексного науково-дослідного інституту Сибірського Відділення АН СРСР. Під час роботи в Южно-Сахалінську вперше зіткнувся з радянською цензурою, коли у 1968 році був знищений увесь тираж збірки його віршів «Зорепад» (рос. Звездопад). З 1973 року працював у Західно-Сибірському книжковому видавництві в Новосибірську, проте у 1983 році він був звільнений після того, як його повість «Великий Краббен» потрапила під цензурну заборону, і більшість її тиражу в 30 тисяч екземплярів була знищена відповідно до наказу Держвидаву РРФСР. Після звільнення працював у геологічних та палеонтологічних експедиціях, побував у багатьох країнах світу, працював на Уралі, в Сибіру, на Далекому Сході, Камчатці, Курильских островах. З 1984 року став професійним письменником.
Член Спілки письменників СРСР з 1982 року (Спілки письменників Росії з 1992 року), Спілки журналістів Росії з 1974 року, Нью-Йоркського клубу російських письменників з 1997 року, ПЕН-клубу з 2002 року. Заслужений працівник культури Росії (2007), лауреат багатьохх премій, редактор видавництва «Свиньин и Сыновья» (Новосибирськ), працює над перекладами з багатьох мов світу.
Книги Геннадія Прашкевича перекладені багатьма мовами, та видавались у США, Великій Британії, Німеччині, Франції, Польщі, Болгарії, Югославії, Румунії, Литві, Узбекистані, Казахстані, Україні та інших країнах. Деякі твори Прашкевича виходили під псевдонімами. Роман «П'ятый сон Віри Павлівни» (написаний у співавторстві з Олександром Богданом) номінувався на Букерівську премію (2002 рік).
Він переклав, склав та видав російською мовою  антологію сучасної болгарської поезії «Поезія меридіану троянд» (1982); книгу віршів корейського поета із Сахаліну Кім Цин Сона (із яким Прашкевича пов'язувала багаторічна дружба) «Палаюче листя» (у співавторстві з В. Горбенко), яка двічі була видана в Росії та видавалась російською мовою у Філадельфії та в Нью-Йорку; роман Бруно Травена «Корабель мертвих».
З квітня 2008 року Геннадій Прашкевич веде щомісячний семінар молодих письменників у Новосибірську. Письменник також викладає на факультеті журналістики Новосибірського університету дисципліну «креативне письмо», де навчає студентів писати статті, рецензії, нариси.

## Особисте життя
Геннадій Прашкевич проживає у Новосибірську. Його дружина — геофізик за спеціальністю та працює старшим науковим співробітником Інституту геофізики. У подружжя є дочка та двоє онуків.

## Твори

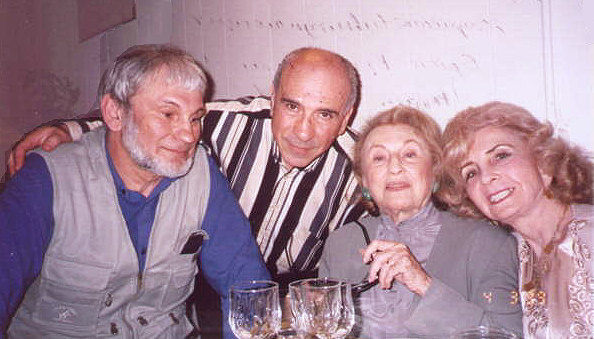
На 20-річчі Клубу російських письменників Нью-Йорка, 1999 г. Зліва направо: Геннадій Прашкевич, Євген Любін, Бел Кауфман, Євгенія Димер.

- «XXII вік. Сирени Летючої» (Новосибірськ, 1975)
- «Люди Вогняного кільця» (Магадан, 1977)
- «Розкрадене чудо» (два видання — Новосибірськ, 1978, Москва, 2002)
- «Уроки географії» (Новосибірськ, 1987)
- «Війна за погоду» (Два видання: Новосибірськ, 1988, Москва, 1989)
- «Квітень життя» (Новосибірськ, 1989)
- «Записки промислового шпигуна» (сім видань)
- «Кіт на дереві» (Москва, 1991)
- «Посвяти» (Новосибірськ, 1992)
- «Шкатулка лицаря» (Харків, 1996)
- «Анграв-VI» (Донецьк, 1996)
- «Демон Сократа» (Новосибірськ, 1996)
- «Бик» (Москва, 1997)
- «Іномарка з томськими номерами» (Москва, 1997)
- "Обсерваторія «Сутінки» (Новосибірськ, 1998)
- «Парадокс Каїна» (Новосибірськ, 1998)
- «Пес Господній» (історичний роман, Москва, два видання — 1998 і 2004)
- «Секретний дяк» (історичний роман, Москва, 2001)
- «Великий Краббен» (Москва, 2002)
- «Цар-жах» (Москва, 2002)
- «Шпигун в юрському періоді» (Москва, 2003)
- «Книга керманича» (Санкт-Петербург, 2004)
- «Носорукий» (Новосибірськ, 2004)
- «Луна в квадраті» (Москва, 2004)
- «Школа геніїв» (Новосибірськ, 2004) (у співавторстві з Володимиром Свіньїним)
- «Білий мамонт» (Новосибірськ, 2005)
- «Золотий мільярд» (Москва, 2005)
- «Дихаючи парфумами і туманами» (Санкт-Петербург, 2006)
- «На государевій службі» (Москва, 2008)
- «Великі сніги» (Новосибірськ]], 2008)
- «Шкатулка лицаря» (Москва, 2008)
- «Війна за погоду» (Москва, 2009)
- «Теорія прогресу» (Москва, 2010)
- «Третій екіпаж» (Москва, 2011) (у співавторстві з О. І. Гребенниковим)
- «Вогнища світів» — Фантастичні повісті. До книги увійшли: «Замість передмови», «Світ, у якому я вдома», «Розкрадене диво», «Тільки людина», «Співавтор», «Вогнища світів», «Демон Сократа», «Анграв-VI», «Великий Краббен». Центрполіграф, 2012, Москва.
- «Полярна сага» — Фантастична повість (у співавторстві з Олексієм Гребенниковим). До збірника входять «Середовище проживання. Літературний Портал Білый мамонт». Білий мамонт, 2012, Новосибірськ.
- «Російська Гіперборея» — Історичні романи. (До книги увійшли: «Від автора», «Носорукий», «Секретний дяк», «Таємниця полярного князька»). «Паулсен», 2012, Москва.
- «Записки промислового шпигуна» — («Фальшивий подвиг», «Ітака — закрите місто», «Лови вітру», «Щастя за Колондом», «Людина з моргу», «Суперечка з дияволом», «Шпигун в юрському періоді», «Приречений»). Центрполіграф, 2014, Москва.
- «Немає поганих звісток із Сіккіму» — Фантастичні повісті. (Російський струльдбруг. Немає поганих звісток із Сіккіму. Божественна комедія. Після балу. Доктор Мікробус, або Інша історія Всесвіту). «Шико», 2011, Луганськ.
- «Масштаб» — П'ята книга віршів. — «Шико», Луганськ, 2011.
- «Китайська балада». «Китаянка». «Жінки, яких ми…». «Увесь ранок небо плакало…». «Біля тихої непрозоророї річки…». «Пам'яті поета Макса Батуріна». «Як у Пушкіна мороз…» «Прощання з Ригою». «Не треба музики…». «Діти індиго». — Вірші. «Мости», № 36, 2012, Франкфурт-на-Майні.
- «На государевій службі» («Носорукий», «Таємниця полярного князька»). — Історичні повісті. «Вече», 2013, Москва.
- Christy G. NURNER, Nicolai D. OVOLOV, Olga V. PAVLOVA. ANIMAL TEETH AND HUMAN TOOLS. A Taphonomic Odyssey in Ice Age Siberia. — Cambridge University Press, 2013.
- Gennadi PRASCHKEWITSCH. IWAN ANTONJWITSCH JEFREMOW. — Quarber Vthkur 114. Franz Rottensteiners Literaturzeitschrift fur Science Fiction und Phantastik. Verlag Lindenstruth, Giessen.
- «Від усього іноземного росіянин хворіє» — У книзі Дмитра Володихіна «Зубри». — ТОВ Центральне видавництво «Повітряний транспорт», 2013, Москва.
- «На государевій службі» («Таємниця підземного звіра», «Таємниця підземного князька»). — Історичні повісті. «Вече», 2014, Москва.
- «Російський струльдбруг» (Володимир Ларіонов. Теорія прогресу та почуття вини Геннадія Прашкевича. Немає поганих звісток із Сіккіму. Російський струльдбруг. Підкидьок пекла.) — Фантастичні повісті. «Литературный совет», 2015. Москва.
- «Білий мамонт» (Білий мамонт. Книга керманича. Кафа.) — Фантастичні повісті. «Литературный Совет», 2015. Москва.
- «Дедо» (Дедо. Інший (Парадокс Каїна). Вогнища світів.) — Фантастичні повісті. «Литературный Совет», 2015. Москва.
- «Передчуття громадянської війни» — Фантастична повість. У збірці «Російська фантастика 2015». ЕКСМО. 2015, Москва.
- «День работорговця» — Повість (у співавторстві з О. Гребенниковим). Літературно-художній альманах містики та фантастики «Полнолуние», додаток до журналу «Чудеса і пригоди», № 1, 2015, Москва.
- «Великий Краббен» та інші оповідання". (Великий Краббен. Територія гріха. Малий із яйця. Вся правда про останній капустяник. Запах щастя (Пастка мисливця). Перстень на три бажання. Хобот друга або Лист Володимиру Ларіонову про дива кохання. Іграшки дитинства. Реквієм хробакові. Перестрибнути прірву. Туман у черевику. Віртуальний герой або Закон всесвітнього тиску. Я бачив снігову людину. Співавтор.) — Фантастичні повісті. «Литературный Совет», 2015. Москва.
- «Божественна комедія» (Марія Попова. «Нова фантастика» Геннадія Прашкевича. Тільки людина! Божественна комедія. Золотий мільярд. — Фантастичні повісті. «Литературный Совет», 2015. Москва.
- «Секретний дяк» (Яна Доля. Героїзм на костях. Монолог письменника на тему чужої, але загальної вини. Секретний дяк). — Фантастичні повісті. «Литературный Совет», 2015. Москва.

У співавторстві з бізнесменом Олександром Богданом з Томська створив новий піджанр детективу — бізнес-роман:
- «Протигази для Саддама» (три видання — Новосибірськ, 1998, Москва, 2001, Томськ, 2004)
- «Людина Ч» (Два видання — Москва, 2001, Томськ, 2004)
- «П'ятий сон Віри Павлівни» (Два видання — Москва, 2001, Томськ, 2004)
- «Російська мрія» (2004)

### Українською мовою
- «Школа геніїв» — Збірка (П'ять багать ромбом. Школа геніїв. Перестрибнути прірву. Іграшки дитинства. Хобот друга. Співавтор. Реквієм хробакові. Пастка мисливця. Вічний лоцман.) Київ. «Зелений пес», 2005

## Мемуари, документальна і біографічна література
- «Кінець п'ятидесятих: листи І. А. Єфремова» (1990)
- «Пекельне полум'я» (1996)
- «Найвідоміші поети Росії. Від Ломоносова до Бродського» (Два видання — Москва, 2001, 2003)
- «Найвідоміші вчені Росії. Від Ломоносова до Сахарова» (Москва, 2000)
- «Малий бедекер по НФ, або Книга про багато чудових речей» (2002)
- «Береги Ангариди» (Новосибірськ, 2003, у співавторстві з Є. О. Йолкіним)
- «Василь Головачов: людина мети» (Москва, 2008).
- «Червоний сфінкс. Історія російської фантастики від В. Ф. Одоєвського до Бориса Штерна» (Два видання — 2007, 2009)
- «Герберт Веллс» (Москва, 2010)
- «Брати Стругацькі» — Жизнь замечательных людей: сер. біогр.; вип. 1331. (У співавторстві з Дмитром Володихіним). — Молода гвардія, 2012, Москва.
- «Жуль Верн». Серія: «Жизнь замечательных людей» (2013)
- «Бредбері» Серія: «Жизнь замечательных людей» (2014)
- «Станіслав Лем». (У співавторстві з Володимиром Борисовим). Серія: «Жизнь замечательных людей» — Молода гвардія, 2015, Москва.
- «Толкін». (У співавторстві з Сергієм Соловйовим). Серія: «Жизнь замечательных людей» — Молода гвардія, 2015, Москва.

## Публікації в журналах
- «Полудень. XXI століття»:
  - «Дихаючи парфумами і туманами…». Повість — 2005, № 3
  - «Російський струльдбруг», 2006, № 1
  - «Божественна комедія». Повість — 2006 № 6
  - «Історія російської фантастики». Есе — 2007 № 3,4,5
  - «Немає поганих звісток із Сіккіму». Повість — 2008 № 3,4
  - «Деграданс». Роман (у співавторстві з О. Калугіним) — 2007, № 9, 10, 11
  - «Третій екіпаж». Повість (У співавторстві з О. Гребенниковим) — 2010, № 12
  - «Юріїв день». Повість (У співавторстві з О.Гребенниковим) — 2010, № 4, 5
  - «Кафа (Сутінки землі)». Фантастическая повесть — 2011, № 9, 10.
  - «Передчуття громадянської війни» — 2012, № 6.
- «Якщо»:
  - «Білий мамонт». Повість — 2003, № 8
  - «Підкидьок пекла». Повість — 2004, № 6
  - «Золотий мільярд». Повість — 2005, № 2
  - «Інша історія Всесвіту». Повість — 2009, № 7
- «Реальність фантастики»:
  - «Реквієм хробакові». Повість — 2002, № 2
  - «Територія гріха». Повість — 2004, № 8
  - «Світобудова за Петровим». Повість — 2005, № 5
  - «Румун зробив відкриття». Повість — 2007, № 2
- «Нева»:
  - «Після балу». 2010, № 7
- «Простір»:
  - «Пригода століття». Повість — 1988, № 11
  - «Демон Сократа». Повість — 1992, № 10
  - «Візьми мене в Калькутту». Повість — 1992, № 4
  - «Таємний брат». Роман — 1994, № 8, 9
  - «Бик». Повість — 1997, № 11
- «Хімія і життя»
  - «Кіт на дереві». Повість — 1986, № 11
- «Проза Сибіру»:
  - "Чорні альпіністи, або Подорож Михайла Тропініна на Курильські острови. Повість — 1994, № 0
  - «Шкатулка лицаря». Повість — 1995, № 1
  - «Уральський слідопит»:
  - «Світ, у якому я вдома». Повість — 1974, № 2
  - «Шпигун в юрському періоді». Повість — 1974, № 9
  - «Розкрадене чудо». Повість — 1975, № 3
  - «Шпигун проти комп'ютера». Повість — 1976, № 6
  - «Тільки людина». Повість — 1978, № 11
  - «Вогнища світів». Повість — 1985, № 10
  - «Лови вітру». Повість — 1991, № 3
  - «Анграв-VI». Повість — 1992, № 7
  - «Суперечка з дияволом». Повість — 1993, № 1
  - «Приречений». Повість — 1994, № 1
  - «Співавтор». Повість — 1998, № 3
  - «Великий Краббен». Повість — 2001, № 3
- «Зірка»:
  - «Мис Марії». Повість — 1980, № 12
- «День і ніч»:
  - «Сидіння на Погичу». Повість — 1994, № 4,
  - «Секретний дяк». Роман — 1999, № 1, 2
  - «Людина Чубайса». Роман — 2000, № 5, 6
- «Сибірські вогні»:
  - «Помилка Юри Димочка». Повість — 1982, № 10
  - «Город, або Уроки географії». Повість — 1985, № 7, 8
  - «Носорукий». Повість — 1990, № 7
- Журнал «Поспішаю додому», Новосибірськ:
  - «Азбука провини» — 2014, № 19.
- Журнал «Прапор», Москва:
  - «Іванов-48» — 2014, № 6.
  - «Упячка-25». — 2013, № 3.
  - «ЗК-5» («Рік Тургенєва»). — 2015, № 6.
- Журнал поезії «Аріон»
  - «Орфограммки». — Вірші. , № 4, 2013.
- Альманах «Полнолуние»
  - «Генератор часу» — Фантастична повість (у співавторстві з О. Гребенниковим), 2014, Москва.
  - «Сон літньої ночі» — Фантастична повість, 2014, Москва.
- Журнал «Фанданго»
  - «Генератор часу» — Фантастична повість. (у співавторстві з О. Гребенниковим). , № 24, 2015. Симферополь.
- Альманах «Фантастіка 2013-14».
  - «Само човек» — Фантастична повість. Переклад на болгарську мову Атанас П. Славов, Ілка Чечева. Човешката библиотека, 2015. Софія.

## Премії
- Премія «Аеліта» (1994) (за повість «Суперечка з Дияволом» і цикл «Записки промислового шпигуна» в цілому)
- Новосибірська міська літературна премія ім. М. Г. Гаріна-Михайловського (1999)
- Номінація на Букерівську премію за роман «П'ятий сон Віри Павлівни» / У співавт. з Олександром Богданом (2002)
- Київська загальнолітературна премія «Спіраль віків» Першого міжнародного конвенту фантастики «КиївКон-2003» (2003)
- «АБС-премія» за статтю «Малий бедекер по НФ» (2003)
- Премія «Мандрівник» у категорії «Критика, публіцистика» за статтю «Малий бедекер по НФ» (2003)
- Премія «Бронзовий равлик» у категорії «Критика, публіцистика» за статтю «Малий бедекер по НФ» (2003)
- Приз читацьких симпатій «Сигма-F» у категорії «Публіцистика» за статтю «Малий бедекер по НФ» (2003)
- Новосибірська Обласна (губернаторська) літературна премія (2003)
- Премія читацьких симпатій «Сигма-F» (2003)
- Премія АБС (2003)
- Премія «Портал» за роман «Книга керманича» (2004)
- Премія «Бронзовий равлик» у категорії «Середня форма» за повість «Білий мамонт» (2004)
- Премія «Мандрівник» у категорії «Середня форма» за повість «Білий мамонт» (2004)
- Орден «Лицар фантастики» імені І. Халимбаджі (Єкатеринбург) (2004)
- Премія «Великий Роскон» (2005)
- Премія «Бронзовий равлик» у категорії «Середня форма» за повість «Територія гріха» (2005)
- Літературна премія імені Івана Єфремова за повість «Підкидьок пекла» (2006)
- Премія «Філігрань» за повість «Золотий мільярд» (2006, Москва)
- «Золотий кадуцей» (2007)
- Звання «Заслужений працівник культури Російської Федерації» (Указ Президента Росії № 1355) (2007)
- Премія «Бронзовий равлик» у категорії «Середня форма» за повість «Російський струльдбруг» (2007)
- Премія «Сибіряк року» (2007)
- Премія «Зоряний міст» у категорії «Критика, публіцистика та літературознавство» за книгу «Червоний сфінкс. Історія російської фантастики від В. Ф. Одоєвського до Бориса Штерна» (2007)
- Премія «Місячна веселка» за внесок у розвиток фантастики та за книгу «Червоний сфінкс. Історія російської фантастики від В. Ф. Одоєвського до Бориса Штерна» (2008)
- Премія імені І. А. Єфремова (2008)[5]
- Премія імені Олександра Бєляєва за книгу «Червоний сфінкс. Історія російської фантастики від В. Ф. Одоєвського до Бориса Штерна» (2008)
- Премія ім. Ю. Тинянова за книгу «Червоний сфінкс. Історія російської фантастики від В. Ф. Одоєвського до Бориса Штерна» (2008)
- Премія Товариства дослідників російської фантастики (фестиваль фантастики «Сузір'я Аю-даг») у номінації «публіцистика» за книгу-дослідження «Червоний сфінкс. Історія російської фантастики від В. Ф. Одоєвського до Бориса Штерна» (2008)
- Премія «Мармуровий фавн» за книгу «Червоний сфінкс. Історія російської фантастики від В. Ф. Одоєвського до Бориса Штерна» (2008)
- Премія «Бронзовий равлик» за книгу «Червоний сфінкс. Історія російської фантастики від В. Ф. Одоєвського до Бориса Штерна» (2008)
- Премія «Полудень» у категорії «Критика, публіцистика» за цикл нарисів (2008)
- Номінація на премію «Російський Букер — 2010» за роман «Теорія прогресу» (2010)
- Премія «Меч Бастіону», що вручається на літературно-практичній конференції «Басткон» (2011)
- «АБС-премія» за книгу «Герберт Веллс» (2011)
- 3-тє місце демократичної премії фестивалю «Зоряний Міст» у номінації «Критика, публіцистика, літературознавство» за книгу «Герберт Веллс». (2011)
- Премія «Бронзовий Ікар» у категорії «За загальний внесок у відродження, розвиток та пропаганду традиційної науково-фантастичної літератури» (2011)
- Номінація на Національнуі літературну премію Івана Петровича Бєлкіна («автора» пушкінських повістей) за повість «Упячка-25» (2013)
- Номиінація на премію Всеросійськой премії імені Антона Дельвіга за історичний цикл «Російськая Гіперборея» (2014)
- Літературна премія імені Івана Єфремова «за видатну редакторську, організаторську та просвітницьку роботу в області фантастики» (2014)[6]

## Інтерв'ю
- Геннадий Прашкевич: «Этот мир — мой!» [Архівовано 1 січня 2017 у Wayback Machine.] (рос.)
- «Кто будет делать выбор?» Разговор с Геннадием Прашкевичем (14.04.2006) [Архівовано 20 березня 2015 у Wayback Machine.] (рос.)
- «3 мечты, 3 письма и 33 литературные премии» интервью с Геннадием Прашкевичем [Архівовано 1 січня 2017 у Wayback Machine.] (рос.)
- Геннадий Прашкевич: «Мы интересны друг другу тем, чего не знаем друг в друге»[недоступне посилання з квітня 2019] (рос.)
- Геннадий Прашкевич: «Литература — это чувство вины»  [Архівовано 23 червня 2017 у Wayback Machine.](рос.)
- Геннадий Прашкевич: «Мои книжки жгут при всех режимах» [Архівовано 1 січня 2017 у Wayback Machine.] (рос.)